# Bratislava Monarchs 2019
Questa voce raccoglie le informazioni riguardanti i Bratislava Monarchs nelle competizioni ufficiali della stagione 2019.

## Roster
| Roster dei Bratislava Monarchs (2019) |
| --- |
| Quarterback - 5 Mike Steffani - 3 Lukas O'Connor - 8 Marek Pavlovič QB/WR Running Back - 6 Samuel Cvopa HB - 38 Denis Gerši HB - 1 Jakob Lukáč HB Wide Receiver - 7 Tomáš Filo - 97 Jakub Grofič - 17 Rastislav Hebort - 87 Pavol Horník - 15 Tomáš Januschke - 12 Gorazd Lazorík - 82 Miroslav Miko - 83 Michal Papp - 85 Ľuboš Paprčka - 21 Juraj Sanitra WR/CB Offensive Linemen - 58 Miloš Brankovič C - 79 Martin Drocár G/C - 72 Silvester Hromek T - 78 Samuel Hromek G/T - 74 Richard Orlický G/C - 71 Adam Oškera - 73 Patrik Pientka T/G - 76 Marek Schery T Defensive Linemen - 77 Branislav Balaďa DE - 99 Andrej Jakubička - 94 Matúš Jurák DT - 53 Patrik Pytel DE/OLB - 95 Matúš Radev - 43 Richard Reich DT - 45 Marek Ruman - 96 Peter Sokol DE - 55 Miroslav Zavarský DT Linebacker - 22 Brian Casey MLB/S - 23 Erich Douglas Jena OLB - 42 Jakub Medo OLB - 46 Ivan Michalík OLB - 30 Peter Števanák OLB - 44 Peter Vavrek MLB - 91 Tomáš Wágner OLB Defensive Back - 4 Dominik Bohoš CB - 11 Richard Drábek CB - 25 Lukáš Dubec CB - 2 Richard Dvořáček CB - 34 Marián Husár CB - 48 Ivan Kellner CB - 31 Lukáš Korim CB - 10 Martin Laborecký CB - 26 Tomáš Púchovský - 41 Roman Pudmarčík CB - 33 Stanislav Štít S Special Team - 5 Peter Brauner K/P Coaching staff Peter Meluš (HC) · Tomáš Valent (OC) · Gavin Campbell (DC/ST) · Michal Horniš (AC) · Miroslav Kadleček (AC) · Mariola Weiser (AC) |

## Slovenská Futbalová Liga 2019

### Stagione regolare
I Monarchs hanno giocato solo 4 incontri, rinunciando ad altri 3 che sono considerati persi 35-0 a tavolino ciascuno.
| Bratislava 14 aprile 2019 | Bratislava Monarchs | 44 – 20 referto | Nitra Knights | ŠCP Dúbravka (150 spett.)\| Arbitro: \| Sopkuliak \| |
| Arbitro:                  | Sopkuliak           |                 |               |                                                      |

| 26 maggio 2019 | Bratislava Monarchs | 60 – 13 referto | Žilina Warriors |  |

| 2 giugno 2019 | Bratislava Monarchs | 35 – 0 (a tavolino) referto | Zvolen Patriots |  |

| 15 giugno 2019 | Trnava Bulldogs | 0 – 35 (a tavolino) referto | Bratislava Monarchs |  |

### Playoff
| Trnava 23 giugno 2019, ore 14:00 | Trnava Bulldogs | 7 – 35 | Bratislava Monarchs | AŠK Slávia |

| Zvolen 6 luglio 2019, ore 14:00 | Nitra Knights | 28 – 38 | Bratislava Monarchs | Futbalový štadión |

## AFL - Division I 2019

### Stagione regolare
| Nové Mesto 31 marzo 2019, ore 14:00 | Bratislava Monarchs | 54 – 0 (28-0 9-0 7-0 10-0) referto | Sankt Pölten Invaders | Športový areál Mladá garda |

| Vienna 6 aprile 2019, ore 18:00 | Vienna Vikings 2 | 9 – 27 (0-7 3-0 0-20 6-0) referto | Bratislava Monarchs | Footballzentrum Ravelinstraße |

| Bratislava 21 aprile 2019, ore 14:00 | Bratislava Monarchs | 39 – 21 (7-0 14-0 9-7 9-14) referto | Vienna Knights | ŠCP Dúbravka |

| Graz 12 maggio 2019, ore 14:00 | Styrian Bears | 22 – 50 (0-14 8-22 0-8 14-6) referto | Bratislava Monarchs | Verbandsplatz Graz |

| Vienna 18 maggio 2019, ore 15:00 | Vienna Knights | 30 – 27 (7-7 7-14 3-0 13-6) referto | Bratislava Monarchs | Footballzentrum Ravelinstraße |

| Bratislava 9 giugno 2019, ore 14:00 | Bratislava Monarchs | 42 – 7 (14-0 20-7 8-0 0-0) referto | Styrian Bears | ŠCP Dúbravka |

| Sankt Pölten 22 giugno 2019, ore 16:00 | Sankt Pölten Invaders | 13 – 31 (7-8 0-15 0-0 6-8) referto | Bratislava Monarchs | Egger Homefield |

| Bratislava 30 giugno 2019, ore 14:00 | Bratislava Monarchs | 61 – 16 (28-0 23-0 7-8 3-8) referto | Vienna Vikings 2 | ŠCP Dúbravka |

### Playoff
| 13 luglio 2019, ore 16:00 | Bratislava Monarchs | 54 – 20 (26-0 6-0 7-20 15-0) | Telfs Patriots |  |

| Sankt Pölten 27 luglio 2019, ore 15:00 | Bratislava Monarchs | 10 – 17 (d.t.s.) (3-0 0-7 0-0 7-3 0-7) | Cineplexx Blue Devils | NV Arena |

## Statistiche di squadra
| Competizione      | %Vittorie | In casa | In casa | In casa | In casa | In casa | In casa | In trasferta | In trasferta | In trasferta | In trasferta | In trasferta | In trasferta | Totale | Totale | Totale | Totale | Totale | Totale |
| Competizione      | %Vittorie | G       | V       | N       | P       | Pf      | Ps      | G            | V            | N            | P            | Pf           | Ps           | G      | V      | N      | P      | Pf     | Ps     |
| ----------------- | --------- | ------- | ------- | ------- | ------- | ------- | ------- | ------------ | ------------ | ------------ | ------------ | ------------ | ------------ | ------ | ------ | ------ | ------ | ------ | ------ |
| Stagione regolare | 1.000     | 3       | 3       | 0       | 0       | 139     | 33      | 1            | 1            | 0            | 0            | 35           | 0            | 4      | 4      | 0      | 0      | 174    | 33     |
| Playoff           | 1.000     | 0       | 0       | 0       | 0       | 0       | 0       | 2            | 2            | 0            | 0            | 73           | 35           | 2      | 2      | 0      | 0      | 73     | 35     |
| Stagione regolare | .875      | 4       | 4       | 0       | 0       | 196     | 44      | 4            | 3            | 0            | 1            | 135          | 74           | 8      | 7      | 0      | 1      | 331    | 118    |
| Playoff           | .500      | 1       | 1       | 0       | 0       | 54      | 20      | 1            | 0            | 0            | 1            | 10           | 17           | 2      | 1      | 0      | 1      | 64     | 37     |
| Totale            | .875      | 8       | 8       | 0       | 0       | 389     | 97      | 8            | 6            | 0            | 2            | 253          | 126          | 16     | 14     | 0      | 2      | 642    | 223    |